# Vanessa Beecroft
Vanessa Beecroft (Gênova, 25 de abril de 1969), é uma artista visual italiana cuja prática se inscreve entre as mais significativas contribuições contemporâneas à performance art, à crítica da representação e à teoria do corpo. Sua obra explora, de modo rigoroso e muitas vezes perturbador, as tensões entre exposição e ocultamento, entre estetização e resistência, interrogando o espectador sobre as formas de objetificação e espetacularização do corpo na sociedade pós-moderna.

## Formação e Primeiros Anos
Natural da cidade de Gênova, Vanessa Beecroft realizou seus estudos artísticos na Accademia di Belle Arti di Brera, em Milão, e posteriormente na Accademia di Belle Arti di Carrara. Desde cedo, sua produção evidenciou a preocupação com a disciplina corporal e com a documentação obsessiva de estados físicos e emocionais — como ilustram seus primeiros projetos baseados em diários alimentares, reminiscências de transtornos de imagem corporal que se converteriam em matéria estética.

## Emergência Pública e Primeiras Performances
A estreia pública de Beecroft ocorreu em 1993, em Milão, com a performance VB01, inaugurando o sistema de numeração que caracterizaria sua produção subsequente. Desde então, as "VB performances consistem em disposições de modelos femininas, muitas vezes nuas ou trajando vestimentas uniformes, organizadas em arranjos espaciais que remetem simultaneamente ao tableau vivant, à pintura clássica e à estética minimalista.
A permanência, a imobilidade e a serialidade, elementos recorrentes em suas performances, criam uma dialética entre monumentalidade e fragilidade, suscitando no observador sentimentos ambivalentes de fascínio e desconforto.

## Estética e Temáticas
O trabalho de Beecroft funda-se em problematizações críticas da visualidade contemporânea. A artista mobiliza a nudez não como celebração da beleza canônica, mas como denúncia dos dispositivos de controle e mercantilização do corpo feminino. Sua obra, nesse sentido, dialoga diretamente com as formulações de Judith Butler sobre a performatividade do gênero, expondo o corpo como construção social e locus de resistência.
Visualmente, Beecroft incorpora a paleta restrita do minimalismo (frequentemente com predomínio do branco, do bege e do preto), mas perturba sua neutralidade formal pela introdução da carne, da vulnerabilidade e da subjetividade exposta.

## Expansões de Linguagem: Fotografia e Colaborações
Além das performances ao vivo, Beecroft desenvolveu um vasto corpo de documentação fotográfica e videográfica, compreendido não apenas como registro, mas como extensão e reconfiguração das obras originais.
Em anos mais recentes, a artista transitou também pelo campo da cultura de massa, notoriamente por meio de suas colaborações com Kanye West no Projeto Yeezy, onde elementos de sua estética foram apropriados para desfiles de moda e apresentações públicas. Tal aproximação provocou intenso debate crítico, levando alguns estudiosos a questionar as fronteiras entre crítica cultural e cooptação mercadológica em sua trajetória.

## Recepção Crítica
A obra de Vanessa Beecroft tem sido objeto de análises nos domínios da estética, dos estudos feministas, da teoria pós-colonial e da crítica institucional. Sua prática é frequentemente situada em continuidade com as investigações do feminismo de segunda e terceira onda sobre a construção social dos corpos e a politização do olhar.
Enquanto parte da crítica a enaltece como figura central na crítica da representação contemporânea, outra parte a acusa de ambiguidade ética e de possível reiteração dos próprios dispositivos que procura denunciar — ambiguidade esta que, paradoxalmente, confirma a pertinência e complexidade de sua abordagem.A recepção crítica da obra de Vanessa Beecroft inscreve-se em uma complexa tessitura de interpretações que atravessam as esferas da estética, da política e da ética da representação. Desde a sua emergência no cenário artístico internacional, Beecroft tem sido objeto de análises apaixonadas e controvérsias intensas, reveladoras não apenas da potência de seu trabalho, mas também das tensões constitutivas do campo da arte contemporânea.
Parcela significativa da crítica, Beecroft representa uma força disruptiva no interior das práticas performativas, ao reconfigurar, com rigor formal e densidade conceitual, o estatuto do corpo no espaço expositivo. A sua abordagem é frequentemente interpretada como uma atualização crítica das categorias modernistas do tableau vivant e do minimalismo, transmutadas em veículos de problematização da performatividade de gênero e das políticas do olhar.
Entretanto, a mesma estrutura formal que granjeou admiração acadêmica também motivou acusações severas. Diversos críticos e teóricos feministas — entre eles, autores como bell hooks e Amelia Jones — questionaram o risco de que a obra de Beecroft, ao utilizar corpos femininos segundo normas estéticas rigorosas (beleza, juventude, magreza), reproduza inadvertidamente os regimes de objetificação que ela pretende expor. Tais leituras denunciam a possibilidade de uma estetização da vulnerabilidade que, ao invés de emancipar, poderia exacerbar a lógica do consumo visual capitalístico.
Outros intérpretes, mais benevolentes, enfatizam que essa ambiguidade é intrínseca à estratégia de Beecroft: ao suspender a distinção entre denúncia e cumplicidade, a artista obriga o espectador a confrontar sua própria posição dentro das redes de desejo, poder e espetacularização que sustentam a sociedade contemporânea. Assim, a tensão irresoluta entre crítica e coaptação constituiria o próprio motor ético de sua prática.
As colaborações de Beecroft com a indústria da moda e com figuras da cultura de massa — notadamente seus trabalhos com Kanye West — catalisaram novas camadas de debate. Para alguns teóricos, tais colaborações comprometem a integridade crítica de sua obra, diluindo sua potência subversiva em prol da integração no circuito do espetáculo mercantil. Para outros, porém, elas revelam uma astuta consciência das mutações do capitalismo cultural tardio, evidenciando a inevitabilidade da contaminação entre arte e mercado na contemporaneidade.
Assim, a fortuna crítica de Vanessa Beecroft configura-se não apenas como avaliação de uma obra individual, mas como arena privilegiada para a reflexão sobre os paradoxos constitutivos da arte contemporânea, sobre os limites da crítica institucional e sobre a eficácia política das práticas estéticas na era da reprodução ilimitada do corpo-imagem.

## Obras
- Vanessa Beecroft VB01 (1993)
- Vanessa Beecroft VB48 (2001)
- Vanessa Beecroft VB55 (2005)
- Vanessa Beecroft Variadas